# Sesamstraat
Sesamstraat is de Nederlandstalige bewerking van het Amerikaanse kinderprogramma Sesame Street. Sesamstraat werd sinds 4 januari 1976 gezamenlijk door de Nederlandse publieke omroep (NOS) en de Belgische Radio- en Televisieomroep (BRT) uitgezonden en vanaf 1984 alleen door de Nederlandse publieke omroep. In het programma, gericht op kinderen van twee tot zes jaar, spelen vooral Muppets mee, naast een aantal echte acteurs.

## Geschiedenis
Lloyd Morrisset (1929-2023), een Amerikaans psycholoog, bedacht samen met Joan Ganz Cooney (1929) in 1968 een educatief programma dat kinderen in achterstandswijken spelenderwijs van hun leerachterstand wilde afhelpen. Het wordt in de Verenigde Staten sinds 10 november 1969 uitgezonden onder de titel Sesame Street. De naam is gebaseerd op de uitspraak "sesam open u" uit het verhaal Ali Baba en de veertig rovers.
Dolph Kohnstamm publiceerde in maart 1970 een artikel in Vrij Nederland over de effecten die Sesame Street ook in Nederland zou kunnen hebben. Op 11 juni 1972 werd er als proef een aflevering van de Amerikaanse versie in Nederland uitgezonden, voorzien van commentaar door onder anderen Dick Bruna en Thijs Chanowski.
In 1974 werd door de VARA een proefaflevering gemaakt van de Nederlandse versie, die de (werk)titel Sesamplein meekreeg, met een echt plein als decor. Sesamplein ging uiteindelijk niet door, omdat de NOS en de toenmalige BRT besloten hadden het programma samen te maken. Op 4 januari 1976 werd de eerste reguliere Nederlands-Vlaamse versie van Sesamstraat uitgezonden. De proefaflevering werd op 3 januari 1996 uiteindelijk toch nog uitgezonden, en wel ter gelegenheid van het twintigjarig bestaan van Sesamstraat. Dat jaar werd ook een speciale verjaardagsaflevering gemaakt.
Sesamstraat was gedurende de eerste paar jaar een samenwerkingsproject van de NOS en de BRT, omdat het maken van het programma voor alleen de NOS of de BRT te duur was, mede door de rechten die afgedragen moesten worden aan Children's Television Workshop in New York. De afleveringen bestonden in die tijd voor de ene helft uit nagesynchroniseerd materiaal uit het oorspronkelijke Amerikaanse programma, voor de andere helft uit origineel Nederlandstalig materiaal.  De BRT zette de samenwerking stop in 1983, op het ogenblik dat zij Het Liegebeest begon uit te zenden.
In 1984 vonden er voor het eerst enkele verregaande veranderingen plaats in de bezetting. Piet Hendriks, die vanaf het begin de rol van "opafiguur" had gehad, verliet de serie. Hij werd opgevolgd door Lex Goudsmit. Ook Aart Staartjes trad in dat jaar toe tot de serie. De eerste jaren speelde hij vooral de rol van zuurpruim, maar later veranderde zijn karakter. 
In oktober 2007 werd bekendgemaakt dat Sesamstraat er in september 2008 twee nieuwe bewoners bij zou krijgen: Angsthaas en Stuntkip. Er was ruimte voor meer bewoners, doordat de duur van het programma werd verlengd van 15 naar 25 minuten. Het zou een jaar duren voor Angsthaas en Stuntkip daadwerkelijk op de buis te zien waren, omdat het tijd vergde om de types te ontwikkelen. Het tweetal werd bedacht door de Nederlandse schrijvers van Sesamstraat, maar de poppen die worden gebruikt komen uit de stal van Jim Henson.
Het karakter van de hoofdrolspelers Pino en Ieniemienie is in de loop der jaren veranderd. Aanvankelijk gedroegen ze zich nog als echte dieren. Zo wordt in een van de eerste leaders Pino bijvoorbeeld wakker in een nest. Ieniemienie houdt aanvankelijk erg van kaas en is bang voor katten. Later is dit helemaal verdwenen en zijn ze zich puur als mensenkinderen – maar dan met een dierenuiterlijk – gaan gedragen.
De herkenningsmuziek bij de leader was oorspronkelijk voor Sesame Street geschreven door Joe Raposo. De Nederlandse tekst is vanaf het begin meerdere malen gewijzigd. Ook het introfilmpje is elke paar jaar vernieuwd.
In 2019 werden voor het laatst nieuwe afleveringen van het programma uitgezonden. Op 28 juni 2019 maakte omroep NTR bekend dat ze in ieder geval de komende twee jaar geen nieuwe afleveringen meer zouden maken van het programma, omdat ze naar eigen zeggen 'toch al genoeg afleveringen hebben om het jonge publiek, dat zich ongeveer elke drie jaar vernieuwt, te kunnen bedienen'. Daarnaast speelde mee dat de Amerikaanse licentiehouder geen toestemming meer gaf voor nieuwe afleveringen.

### Uitzendschema en tijdstip
Sinds 1 oktober 1978 wordt Sesamstraat dagelijks uitgezonden. Aanvankelijk begon het programma om 18.30 uur. In 1979 was de uitzending van maandag tot en met zaterdag via Nederland 1. Op zondag begon het programma op Nederland 2, doorgaans om 18.40 uur, als onderdeel van een langere NOS-programmering waarin naast Sesamstraat de programma's Studio Sport en Sprekershoek te zien waren. In 1982 was Sesamstraat de hele week door op Nederland 2 te zien, zij het dat op zondag nog steeds een afwijkende aanvangstijd gold, namelijk 18.45 uur. Begin 1983 werden de programmaschema's van Nederland 1 en Nederland 2 gewisseld, waardoor Sesamstraat op de zondag naar Nederland 1 verhuisde, met een afwijkende begintijd van 18.15 uur, en op de overige dagen via Nederland 2 te zien was. In 1984 werd de zondaguitzending overgeheveld naar Nederland 2, zodat het programma iedere dag via dezelfde zender te zien was. Toen Nederland 3 in 1988 van start ging, werd Sesamstraat om 17.45 uur via deze zender uitgezonden. In 1992 verhuisde Sesamstraat weer terug naar Nederland 1 en begon daar om 18.15 uur. In september 1994 ging het opnieuw terug naar Nederland 3. Op 1 januari 1995 ging het programma mee over naar de NPS, een afsplitsing van de NOS.
Vanaf 2000 was het programma te zien op Z@ppelin, waar het een kwartier eerder (om 18.00 uur) begon. In 2004 werd de begintijd vijf minuten vervroegd. In september 2005 kreeg Z@ppelin tussen 17.10 en 17.55 uur zendtijd op Nederland 3 en was Sesamstraat om 17.35 uur te zien. In 2006 ging Sesamstraat terug naar Nederland 1, dat op dat moment werd gezien als het brede familienet, met een nieuwe begintijd van 17.25 uur. Vanaf 1 september 2010 werd Sesamstraat uitgezonden door de nieuwe omroep NTR, een fusie-omroep tussen de NPS, Teleac en RVU.
In 2009 werd het tijdstip opnieuw vervroegd, nu naar 17.00 uur. Dit was aanleiding tot een 'rel'. Er ontstond in april 2009 enig protest tegen. Zo werd een speciale website opgezet en dreigde Aart Staartjes op te stappen als het tijdstip niet gewijzigd zou worden. Toen Staartjes besefte dat er niets zou veranderen, besloot hij om toch te blijven.
In 2015 werd het programma ook uitgezonden op het digitale kanaal van Zappelin, op de oude uitzendtijd van 18.30 uur. In november 2015 gaf NPO 1 (voorheen Nederland 1) aan plaats te willen maken voor de talkshow Tijd voor MAX en daarom helemaal te zullen stoppen met Sesamstraat, dat voortaan alleen nog via NPO Zappelin Extra en NPO 3 te zien zou zijn. Dit leidde tot veel tegenstand, ook vanuit de politiek, onder meer van D66 en de SP.

### Zomerstop
Tot en met 1982 kende Sesamstraat een zomerstop; in de vakantietijd werd het programma niet uitgezonden. De NOS zond in plaats daarvan allerlei vervangingsprogramma's uit, zoals herhalingen van De Fabeltjeskrant in 1979 en in de zomermaanden van 1981 en 1982 van maandag tot en met zaterdag herhalingen van het eerste seizoen van De Bereboot uit 1976, terwijl op de zondag een half uur durende herhaling van TiTa Tovenaar was te zien. Nieuw in die periode waren de uitzendingen van Emilie en van Musti (1980).
Nadat in 1983 de programmaschema's van Nederland 1 en 2 op de schop gingen, bleef Sesamstraat ook in de zomermaanden op de buis.

## Indeling programma
Het programma begint met een scène in de straat met het fantasiebeest Tommie (stem en spel: Bert Plagman), de muis Ieniemienie (stem en spel: Catherine van Woerden), de vogel Pino (stem en spel: Renée Menschaar) en/of het biggetje Purk (stem en spel: Judith Broersen) aangevuld met menselijke personages. In deze beginscène komen zaken als sociale omgang aan bod, bijvoorbeeld eerlijk delen, ruzie, vriendschap en verdriet.
De Nederlandse filmpjes worden afgewisseld met nagesynchroniseerde Amerikaanse tekenfilmpjes waarin letters en cijfers geleerd worden en filmpjes met poppen van Jim Henson, beter bekend als de Muppets. Belangrijk onderdeel is ook de belevenissen van Amerikaanse Muppets zoals Bert en Ernie. Het programma bestaat voor 40% uit Amerikaanse items en 60% uit Nederlandse. Er zijn ruim 30 Nederlandse schrijvers die hun bijdrage leveren aan het programma in de vorm van scenario's voor straatscènes, gedichten, liedteksten en voorleesverhalen. De liedjes gezongen door de Nederlandse personages worden gecomponeerd door Henny Vrienten; tot 1999 was Harry Bannink hiervoor verantwoordelijk. Het programma wordt meestal afgesloten door een van de Sesamstraat-acteurs die een verhaaltje (bijvoorbeeld over Dikkie Dik en Isabel & Sverre)  voorleest voor een klein groepje kinderen. Het wordt voor de kijkers geïllustreerd met plaatjes die het verhaal uitbeelden, zodat ook voor hen duidelijk wordt waar het over gaat. Dit verhaaltje wordt vaak door een van de kinderen "uitgeblazen" met een toeter.
In de jaren tachtig was er ook met enige regelmaat een optreden van een Nederlandse band in Sesamstraat, die kinderliedjes ten gehore bracht. Onder meer Klein Orkest en Circus Custers gaven acte de présence.

### Terugkerende onderdelen
Sesamstraat heeft een aantal onderdelen die vaker terugkeren:

#### Amerikaanse onderdelen
- Sesamstraat nieuws met Kermit de Kikker
- Theater van het mysterie met Daniel Dubbel
- Het Monsterstuktheater met Koekiemonster

#### Hedendaags
- Ben ik het?
- Ieniemienies knutselclub
- De vraag van vandaag
- Letter vermist

#### Niet meer terugkerende onderdelen
- Koken met Rik
- Het wiel van geluk
- Alle cijfers zwemmen in het water

## Opnamen
In ongeveer zes weken per jaar werd al het materiaal voor 120 afleveringen opgenomen in Studio 2 van het Media Park in Hilversum. Daarna wordt het decor weer opgeborgen om de studio voor andere programma's te gebruiken. Vaak vragen bezoekers (met kinderen) of ze de straat kunnen bezichtigen, maar aan zo'n verzoek kan dus niet worden voldaan. Het eerste seizoen werd opgenomen op de binnenplaats van de Grote Hegge.
De afleveringen worden gedurende het jaar driemaal bij Z@ppelin vertoond. Dit geldt niet voor de afleveringen rond een bepaald tijdgebonden thema, zoals Sinterklaas in Sesamstraat; deze komen slechts één keer per jaar op televisie.

## Acteurs

### Huidige rolverdeling
De meeste acteurs spelen onder hun eigen voornaam. Zo speelt Lot Lohr de rol van Lot en Frank Groothof die van Frank.
| Personage               | Acteur/actrice         | Periode   |
| ----------------------- | ---------------------- | --------- |
| Sien                    | Sien Diels             | 1976-2012 |
| Frank                   | Frank Groothof         | 1983-2018 |
| Gerda                   | Gerda Havertong        | 1984-2018 |
| Peetje                  | Gerda Havertong        | 1984-2018 |
| Meneer Aart             | Aart Staartjes         | 1984-2018 |
| Hakim                   | Hakim Traïdia          | 1984-2018 |
| Lot                     | Lot Lohr               | 1988-2018 |
| Elvan                   | Elvan Akyıldız         | 1997-2018 |
| Buurman Baasje          | Martin van Waardenberg | 2002-2018 |
| Mamoun                  | Mamoun Elyounoussi     | 2006-2018 |
| Arjan                   | Arjan Smit             | 2008-2018 |
| Voormalige rolverdeling |                        |           |
| Piet                    | Piet Hendriks          | 1976-1984 |
| Annet                   | Annet van Heusden      | 1976-1981 |
| Magda                   | Mieke Verstraete       | 1978-1982 |
| Rudy                    | Rudy Kuhn              | 1980-1985 |
| Joyce                   | Joyce Clements         | 1980-1981 |
| Gerard                  | Gerard Kuster          | 1981-1987 |
| Paula                   | Paula Sleyp            | 1982-2010 |
| Marion                  | Marion Hoogdorp        | 1983-1985 |
| Esther                  | Esther Prins           | 1984-1987 |
| Lex                     | Lex Goudsmit           | 1984-1999 |
| Oma van Frank           | Joekie Broedelet       | 1988-1991 |
| Rik/neef Rik            | Rik Hoogendoorn        | 1992-2007 |

## Bekende poppen

### Nederlandse poppen
| Personage   | Stemacteur/actrice    | Periode   |
| ----------- | --------------------- | --------- |
| Pino        | Dirk Grijspeirt       | 1976      |
| Pino        | Theo Joling           | 1977      |
| Pino        | Bert Plagman          | 1978      |
| Pino        | Erik J. Meijer        | 1979-1984 |
| Pino        | Leo Dijkgraaf         | 1984-1991 |
| Pino        | Renée Menschaar       | 1991-2018 |
| Tommie      | Stef van der Linden   | 1976-1977 |
| Tommie      | Martin Pragt          | 1978      |
| Tommie      | Bert Plagman          | 1979-2018 |
| Ieniemienie | Catherine van Woerden | 1980-2018 |
| Troel       | Marijke Boon          | 1977      |
| Purk        | Judith Broersen       | 2003-2018 |
| Angsthaas   | Jogchem Jalink        | 2008-2018 |
| Stuntkip    | Eric-Jan Lens         | 2008-2018 |

### Amerikaanse poppen
| Personage                                   | Originele stemacteur/actrice                                     | Nederlandse naam                                    | Nederlandse stemacteur/actrice |
| ------------------------------------------- | ---------------------------------------------------------------- | --------------------------------------------------- | ------------------------------ |
| Abby Cadabby                                | Leslie Carrara                                                   | Abby                                                | Peggy Vrijens                  |
| Baby Bear                                   | David Rudman                                                     | Baby Beer                                           | Bram Bart                      |
| Bert                                        | Frank Oz (1969–2006)                                             | Bert                                                | Paul Haenen                    |
| Bert                                        | Eric Jacobson (1997–heden)                                       | Bert                                                | Paul Haenen                    |
| Ernie                                       | Jim Henson (1969–1990)                                           | Ernie                                               | Wim T. Schippers               |
| Ernie                                       | Steve Whitmire (1993–2014)                                       | Ernie                                               | Wim T. Schippers               |
| Ernie                                       | John Tartaglia (2003)                                            | Ernie                                               | Wim T. Schippers               |
| Ernie                                       | Billy Barkhurst (2014–2017)                                      | Ernie                                               | Wim T. Schippers               |
| Ernie                                       | Peter Linz (2017–heden)                                          | Ernie                                               | Wim T. Schippers               |
| Biff                                        | Jerry Nelson                                                     | Biff                                                | Wim T. Schippers               |
| Mr. Johnson (Fat Blue)                      | Jerry Nelson (1971–2012)                                         | De Blauwe Meneer (Meneer Janssen)                   | Wim T. Schippers               |
| Mr. Johnson (Fat Blue)                      | Matt Vogel (2014–heden)                                          | De Blauwe Meneer (Meneer Janssen)                   | Wim T. Schippers               |
| Clementine                                  | Brian Muehl (1980-1984)                                          | Clementien (Clementine)                             | Bill van Dijk                  |
| Clementine                                  | Kevin Clash (1985-1987)                                          | Clementien (Clementine)                             | Bill van Dijk                  |
| Clementine                                  | Camille Bonora (1987-1992)                                       | Clementien (Clementine)                             | Bill van Dijk                  |
| Colambo                                     | Joey Mazzarino                                                   | Colambo                                             | Reinder van der Naalt          |
| Vincent Twice                               | Martin P. Robinson                                               | Daniel Dubbel (Theater van het mysterie)            | ?                              |
| Don Music                                   | Richard Hunt (1974-1991)                                         | Don Music                                           | Paul Haenen                    |
| Don Music                                   | Ryan Dillon (2019-heden)                                         | Don Music                                           | Paul Haenen                    |
| Elmo                                        | Kevin Clash (1985–2014)                                          | Elmo                                                | Hein Boele (tot 2015)          |
| Elmo                                        | Ryan Dillon (2013–heden)                                         | Elmo                                                | Jogchem Jalink                 |
| Count Von Count                             | Jerry Nelson (1972–2012)                                         | Graaf Tel                                           | Wim T. Schippers               |
| Count Von Count                             | Matt Vogel (2013–heden)                                          | Graaf Tel                                           | Wim T. Schippers               |
| Grover                                      | Frank Oz (1970–2012)                                             | Grover                                              | Paul Haenen                    |
| Grover                                      | Eric Jacobson (1998–heden)                                       | Grover                                              | Paul Haenen                    |
| Herry Monster                               | Jerry Nelson (1970–2003)                                         | Harry Monster                                       | Peter Piekos                   |
| Herry Monster                               | Tyler Bunch (2013)                                               | Harry Monster                                       | Hero Muller                    |
| Herry Monster                               | Peter Linz (2017–heden)                                          | Harry Monster                                       | Hero Muller                    |
| Guy Smiley                                  | Jim Henson (1969–1990)                                           | Henk Glimlach                                       | Wim T. Schippers               |
| Guy Smiley                                  | Don Reardon (1995-1996)                                          | Henk Glimlach                                       | Wim T. Schippers               |
| Guy Smiley                                  | Eric Jacobson (2005–heden)                                       | Henk Glimlach                                       | Wim T. Schippers               |
| Yip Yips                                    | Jim Henson                                                       | Jipjips                                             | ?                              |
| Yip Yips                                    | Frank Oz                                                         | Jipjips                                             | ?                              |
| Yip Yips                                    | Jerry Nelson                                                     | Jipjips                                             | ?                              |
| Yip Yips                                    | Martin P. Robinson                                               | Jipjips                                             | ?                              |
| Yip Yips                                    | Kevin Clash                                                      | Jipjips                                             | ?                              |
| Julia                                       | Stacey Gordon                                                    | Julia                                               | ?                              |
| Kermit the Frog                             | Jim Henson (1955–1990)                                           | Kermit de Kikker                                    | Wim T. Schippers               |
| Kermit the Frog                             | Steve Whitmire (1990–2016)                                       | Kermit de Kikker                                    | Wim T. Schippers               |
| Kermit the Frog                             | Matt Vogel (2017–heden)                                          | Kermit de Kikker                                    | Wim T. Schippers               |
| Cookie Monster                              | Frank Oz (1969-2001, 2004)                                       | Koekiemonster                                       | Hero Muller                    |
| Cookie Monster                              | David Rudman (2001-heden)                                        | Koekiemonster                                       | Hero Muller                    |
| Prairie Dawn                                | Fran Brill (1971-2015)                                           | Miesje Mooi                                         | Hellen Huisman                 |
| Prairie Dawn                                | Stephanie D'Abruzzo (2016-heden)                                 | Miesje Mooi                                         | Marlies Somers                 |
| The Amazing Mumford                         | Jerry Nelson                                                     | Mumford (Felix)                                     | Wim T. Schippers               |
| Big Bird                                    | Caroll Spinney (1969–2018)                                       | Neef Jan (Grote vogel)                              | Olaf Wijnants                  |
| Big Bird                                    | Matt Vogel (2002–heden)                                          | Neef Jan (Grote vogel)                              | Olaf Wijnants                  |
| Oscar the Grouch                            | Caroll Spinney (1969–2018)                                       | Oscar Mopperkont (Oscar het Moppermonster) of Oscar | Hans Boskamp                   |
| Oscar the Grouch                            | Eric Jacobson (2015–heden)                                       | Oscar Mopperkont (Oscar het Moppermonster) of Oscar | Hans Hoekman                   |
| Oscar the Grouch                            | Sjef Poort (Stinkie Stankie (originele titel: Swamp Mushy Muddy) | Oscar Mopperkont (Oscar het Moppermonster) of Oscar |                                |
| Placido Flamingo                            | Richard Hunt                                                     | Placido Flamingo                                    | Tom Meijer                     |
| Dr. Nobel Price                             | Brian Muehl 1980-1984                                            | Professor Nobel Prijs (Dr. Nobel Prijs)             | Paul Haenen                    |
| Dr. Nobel Price                             | Kevin Clash (1984-1988)                                          | Professor Nobel Prijs (Dr. Nobel Prijs)             | Paul Haenen                    |
| Roosevelt Franklin                          | Matt Robinson                                                    | Roosevelt Jopie                                     | Bill van Dijk                  |
| Roosevelt Franklin                          | Jerry Nelson                                                     | Roosevelt Jopie                                     | Bill van Dijk                  |
| Rosita                                      | Carmen Osbahr                                                    | Rosita                                              | Marjolein Algera               |
| Roxie Marie                                 | Fran Brill                                                       | Roxie Marie (nicht van Biff)                        | Lucie de Lange                 |
| Sherlock Hemlock                            | Jerry Nelson                                                     | Sherlock Humburg                                    | Hein Boele                     |
| Sherlock Hemlock                            | Jerry Nelson                                                     | Sherlock Humburg                                    | Paul Haenen                    |
| Simon Soundman (Simon the Sound Man)        | Jerry Nelson                                                     | Simon Sound                                         | Wim T. Schippers               |
| Sully                                       | -                                                                | Sully                                               | Fred Meijer                    |
| Mr. Snuffleupagus                           | Jerry Nelson (1971-1978)                                         | Snuffy (Snuffleupagus)                              | Cees van Oyen                  |
| Mr. Snuffleupagus                           | Michael Earl Davis (1978-1981)                                   | Snuffy (Snuffleupagus)                              | Cees van Oyen                  |
| Mr. Snuffleupagus                           | Marty Robinson (1981-heden)                                      | Snuffy (Snuffleupagus)                              | Cees van Oyen                  |
| Television Monster (Telly Monster), (Telly) | Bob Payne (1979)                                                 | Teevee Monster (Téévéé Monster)                     | Alfred Lagarde                 |
| Television Monster (Telly Monster), (Telly) | Brian Muehl (1979-1984)                                          | Teevee Monster (Téévéé Monster)                     | Fred Meijer                    |
| Television Monster (Telly Monster), (Telly) | Martin P. Robinson (1984-heden)                                  | Teevee Monster (Téévéé Monster)                     | Fred Meijer                    |
| Honkers                                     | Verschillende poppenspelers                                      | Toeters                                             | -                              |
| Hoots the Owl                               | Kevin Clash                                                      | Toets de uil                                        | Dick Poons                     |
| Two-Headed Monster                          | Richard Hunt                                                     | Tweekoppig Monster                                  | Hero Muller                    |
| Two-Headed Monster                          | Jerry Nelson                                                     | Tweekoppig Monster                                  | Stan Limburg                   |
| Two-Headed Monster                          | David Rudman                                                     | Tweekoppig Monster                                  | Fred Meijer                    |
| Two-Headed Monster                          | Joey Mazzarino                                                   | Tweekoppig Monster                                  | Fred Meijer                    |
| Forgetful Jones                             | Michael Earl (1980-1981)                                         | Vergeetachtige Jan                                  | Sjef Poort                     |
| Forgetful Jones                             | Richard Hunt (1981-1992)                                         | Vergeetachtige Jan                                  | Sjef Poort                     |
| Zoe                                         | Fran Brill (1993-2015)                                           | Zoë                                                 | Lucie de Lange                 |
| Zoe                                         | Jennifer Barnhart (2016–heden)                                   | Zoë                                                 | Lucie de Lange                 |

## Discografie
| Nummer | Album                                                                   | Jaar                        |
| ------ | ----------------------------------------------------------------------- | --------------------------- |
| 1      | Sesamstraat - Originele versie van de tv                                | 1976 & 1981                 |
| 2      | Bert & Ernie uit Sesamstraat - 'k Wist Niet Dat Je Kwaad Werd!          | 1978 & 1981 (LP), 1993 (CD) |
| 3      | Bert & Ernie vervelen zich nooit                                        | 1981 (LP), 1987 (CD)        |
| 4      | Een uur niet zeuren - Bert & Ernie op reis                              | 1982                        |
| 5      | Hoor wie klopt daar kinderen - Een Sinterklaasfeestje met Bert en Ernie | 1982 (LP), 1987 & 2006 (CD) |
| 6      | Hou Je Vast!!                                                           | 1982                        |
| 7      | Pino in de verkeerstuin                                                 | 1982                        |
| 8      | Pino zingt cijfers                                                      | 1982                        |
| 9      | Plezier voor Vier                                                       | 1982                        |
| 10     | Verloor mijn koekie in de disco                                         | 1982                        |
| 11     | Vind je me aardig?                                                      | 1982                        |
| 12     | 'n Logeerpartijtje                                                      | 1983                        |
| 13     | Maak er wat van!                                                        | 1983 (LP), 1987 (CD)        |
| 14     | Sint is zoek!                                                           | 1983                        |
| 15     | In een uur de wereld rond - Bert & Ernie trekken er weer op uit         | 1984                        |
| 16     | Kerstfeest met Bert & Ernie                                             | 1984 & 1987 (LP), 2004 (CD) |
| 17     | Moet je horen...                                                        | 1984                        |
| 18     | Neuzenlied en andere hits uit Sesamstraat (Neuzenlied)                  | 1984 (LP), 1993 (CD)        |
| 19     | Spelletjes                                                              | 1984                        |
| 20     | Het allerbeste uit Sesamstraat                                          | 1985                        |
| 21     | Sesamstraat is Jarig                                                    | 1985 (LP), 1993 (CD)        |
| 22     | Op avontuur met Tommie                                                  | 1986                        |
| 23     | Het beste uit Sesamstraat - De 20 allerleukste liedjes                  | 1987                        |
| 24     | Het beste uit Sesamstraat deel 1 - De 24 allerleukste liedjes           | 1987 (LP), 1995 (CD)        |
| 25     | Het beste uit Sesamstraat deel 2 - De 18 allerleukste liedjes           | 1989                        |
| 26     | Het beste uit Sesamstraat deel 3 - De 18 allerleukste liedjes           | 1990                        |
| 27     | 15 Jaar Sesamstraat - De 30 leukste liedjes en verhaaltjes + Liedjes    | 1991                        |
| 28     | Sesamstraat en Melkweg                                                  | 1992, 2003                  |
| 29     | Sesamstraat Hitparade                                                   | 1992                        |
| 30     | Sesamstraat Liedjes Festival                                            | 1992                        |
| 31     | Ernie heeft rommel gemaakt                                              | 1993                        |
| 32     | Grover gaat naar school                                                 | 1993                        |
| 33     | Vakantie Favorieten                                                     | 1993                        |
| 34     | Welterusten, Ernie!                                                     | 1993                        |
| 35     | Welterusten, Bert!                                                      | 1993                        |
| 36     | 14 Hits uit Sesamstraat                                                 | 1995                        |
| 37     | De allerleukste liedjes uit Sesamstraat                                 | 1995                        |
| 38     | Cijfers & Letters                                                       | 1995                        |
| 39     | Hou het park schoon - 16 nieuwe hits uit Sesamstraat                    | 1995                        |
| 40     | Leuke liedjes en verhaaltjes uit Sesamstraat                            | 1995                        |
| 41     | De leukste liedjes uit Sesamstraat                                      | 1995                        |
| 42     | Het leukste uit Sesamstraat - 16 liedjes en verhaaltjes uit Sesamstraat | 1995                        |
| 43     | Pluizig en Blauw - 16 liedjes uit Sesamstraat                           | 1995                        |
| 44     | Verhaaltjes met je vriendjes                                            | 1995                        |
| 45     | VOF de Kunst: Liedjes uit Sesamstraat                                   | 1995, 1996                  |
| 46     | Vrolijk op weg                                                          | 1995                        |
| 47     | Zing mee met Sesamstraat                                                | 1995                        |
| 48     | 20 Jaar Sesamstraat                                                     | 1996                        |
| 49     | De beste vriendjes blues                                                | 1996                        |
| 50     | De dansende schoenen                                                    | 1996                        |
| 51     | He He He, we maken muziek                                               | 1996                        |
| 52     | Hiep Hiep Hoera                                                         | 1996                        |
| 53     | Kompe Dompe Doeli                                                       | 1996                        |
| 54     | Het Sesamstraat Liedjescircus                                           | 1996                        |
| 55     | Vakantie Pret                                                           | 1996                        |
| 56     | Dance Party                                                             | 1997                        |
| 57     | Uit je bol met Bert & Ernie                                             | 1998                        |
| 58     | Zomerkriebels met Bert en Ernie                                         | 1998                        |
| 59     | Dieren                                                                  | 1998                        |
| 60     | Muziek                                                                  | 1998                        |
| 61     | Sesamstraat is Jarig!, (Feest)                                          | 2000                        |
| 62     | Bert en Ernie's Fanbox                                                  | 2003                        |
| 63     | Het beste van Bert & Ernie - Liedjes                                    | 2003                        |
| 64     | Het beste van Sesamstraat - Liedjes en verhaaltjes                      | 2003                        |
| 65     | De leukste liedjes uit Sesamstraat                                      | 2003                        |
| 66     | De vier jaargetijden                                                    | 2003                        |
| 67     | De leukste lollige liedjes                                              | 2004                        |
| 68     | Te gekke verhaaltjes                                                    | 2004                        |
| 69     | Monsters en andere enge dingen                                          | 2005                        |
| 70     | Slapen                                                                  | 2005                        |
| 71     | Bert's Favorietjes                                                      | 2006                        |
| 72     | Dierendingen                                                            | 2006                        |
| 73     | Ernie's Favorietjes                                                     | 2006                        |
| 74     | Ieniemienie's Favorietjes                                               | 2006                        |
| 75     | Leren met Sesamstraat                                                   | 2006                        |
| 76     | Logeren                                                                 | 2006                        |
| 77     | Pino's Favorietjes                                                      | 2006                        |
| 78     | Purk's Favorietjes                                                      | 2006                        |
| 79     | Spelen en Zingen met Sesamstraat                                        | 2006                        |
| 80     | Tommie's Favorietjes                                                    | 2006                        |
| 81     | 'n Kuiken is geen kip                                                   | 2006                        |
| 82     | Alfabet Mars                                                            | 2007                        |
| 83     | Het tandenpoetslied                                                     | 2007                        |
| 84     | Vriendjes voor altijd                                                   | 2007                        |
| 85     | Leuke liedjes uit Sesamstraat                                           | 2008                        |
| 86     | Het mooiste van Sesamstraat                                             | 2011                        |
| 87     | Elmo is jarig!                                                          | 2012                        |
| 88     | Zomer in Sesamstraat                                                    | 2012                        |
| 89     | Met de kop in de wolken                                                 | 2014                        |
| 90     | Dieren Dingen                                                           | 2015                        |
| 91     | Duizend Dromen                                                          | 2016                        |

## Duetten
Sinds 2009 zingen de Sesamstraatbewoners af en toe samen met bekende Nederlanders. Deze speciale gastrollen zijn dan te zien op donderdag- of vrijdagavond. De meeste nummers komen van het originele Sesamstraatalbum Vriendjes Voor Altijd, andere nummers zijn niet te vinden op uitgebrachte albums of zijn speciaal voor het duet geschreven. Sinds november 2010 zijn er ook duetten te zien met Bekende Vlamingen.
| Uitzending        | BN'er / BV          | Sesamstraatbewoner | Lied                                  | Album                 |
| ----------------- | ------------------- | ------------------ | ------------------------------------- | --------------------- |
| 29 oktober 2009   | Edsilia Rombley     | Pino               | Stoepkrijt                            | Vriendjes voor altijd |
| 6 november 2009   | Ernst Daniël Smid   | Ieniemienie        | Zing mij maar na                      |                       |
| 12 november 2009  | Willeke Alberti     | Ieniemienie        | De boom                               | Vriendjes voor altijd |
| 20 november 2009  | Huub van der Lubbe  | Tommie             | Trappetje naar de maan                |                       |
| 27 november 2009  | Trijntje Oosterhuis | Ieniemienie        | Zeg zal ik je eens even wat vertellen | Vriendjes voor altijd |
| 3 december 2009   | Guus Meeuwis        | Pino               | Goudvis                               |                       |
| 11 december 2009  | Hind                | Pino               | Ik weet heus wel waar ik woon         | Vriendjes voor altijd |
| 18 december 2009  | André van Duin      | Pino               | Mijn achterkant                       | Vriendjes voor altijd |
| 8 januari 2010    | Pete Philly         | Tommie             | Onder mijn bed                        | Vriendjes voor altijd |
| 15 januari 2010   | Nick & Simon        | Tommie             | Kop in de wolken                      |                       |
| 29 januari 2010   | Alain Clark         | Tommie             | Ik moet in bad                        | Vriendjes voor altijd |
| 7 november 2010   | Wouter Hamel        | Ieniemienie        | Om de beurt                           |                       |
| 16 september 2011 | Giovanca            | Ieniemienie        | Blauw & geel                          |                       |
| 30 september 2011 | Sanne Hans          | Tommie             | Ik kan zingen                         |                       |
| 14 oktober 2011   | Acda en De Munnik   | Pino               | Laten we schuilen                     |                       |
| 7 november 2011   | Waylon              | Tommie             | Morgen ben ik jarig                   | Vriendjes voor altijd |
| 20 januari 2012   | Bennie Jolink       | Tommie             | Dieren van de boerderij               |                       |
| 9 november 2012   | Caro Emerald        | Pino               | Wij hebben thuis een gasfornuis       | Vriendjes voor altijd |
| 25 januari 2013   | Kyteman             | Tommie             | Waar zit het knopje?                  | Vriendjes voor altijd |

## Computerspellen van Sesamstraat
| Nummer | Spel                                             | Jaar |
| ------ | ------------------------------------------------ | ---- |
| 1      | Sesamstraat: Elmo's Peuter Pretpark              | 1998 |
| 2      | Sesamstraat: Spannende Speurtocht                | 1998 |
| 3      | Sesamstraat: Spelen met Cijfers                  | 1998 |
| 4      | Sesamstraat: Spelen met Letters                  | 1998 |
| 5      | Sesamstraat: Lezen met Grover                    | 1999 |
| 6      | Sesamstraat: Grote Getallen Quiz                 | 1999 |
| 7      | Sesamstraat: De avonturen van Elmo in Mopperland | 2000 |
| 8      | Sesamstraat: Ernie's Muziekstudio                | 2000 |
| 9      | Mijn Baby & Ik: Welkom In Sesamstraat            | 2000 |

## Trivia
Over het programma
- Tijdens de opnames met de poppen is er altijd een reservepop aanwezig, voor het geval er iets misgaat.
- De Sesamstraat bestaat echt, namelijk in Almere (in de buurt Kruidenwijk), in Nijmegen (in een wijk met straten genoemd naar kruiden en specerijen) en in Enschede (genoemd naar het bedrijf Sesam BV[25] dat daar ligt). In Duitsland en Oostenrijk komt de naam Sesamstraße minstens acht keer voor.
- In 1987 nam Gerda Havertong in een uitzending van Sesamstraat openlijk stelling tegen Zwarte Piet in het Zwartepietendebat door haar uitspraak: "Het is elk jaar weer hetzelfde liedje. Sinterklaas is nog niet eens in het land of zwarte mensen, grote mensen en kinderen, worden voor Zwarte Piet uitgescholden."[26][27]
- Madurodam organiseerde in 2008 en 2009 de expositie Sesamstraat in Madurodam.
- Op 19 september 2010 is de theatershow Het mooiste van Sesamstraat in première gegaan. De voorstelling toerde tot eind januari 2011 langs de theaters.
- De tweede theatervoorstelling, Elmo is Jarig!, ging op 21 oktober 2012 in première en was tot mei 2014 in Nederlandse en Belgische theaters te zien.[28]
- In 2010 won Sesamstraat na twee keer eerder te zijn genomineerd de Gouden Stuiver voor beste kinderprogramma.
- In 2011 ontstond er ophef toen de jaarlijkse aflevering met Sinterklaas geschrapt werd door de NPO om de verklaringen van Wouter Bos over de bankencrisis uit te zenden.[29]
- Een stereotiepe opvoedersuitspraak was "Eerst Sesamstraat, dan naar bed", toen de uitzending om 18.30 uur was. Later, toen de uitzending een uur werd vervroegd, zijn de kijkcijfers mede sterk gezakt doordat veel ouders niet meer met hun kind konden kijken.

Over de acteurs
- Aart Staartjes wordt ook "meneer Aart" genoemd. Hij draagt een bruin pak met een ridderorde, heeft vaak wat te klagen en kan slecht tegen zijn verlies.
- Martin van Waardenberg heet in de serie "Buurman Baasje", een bijnaam die Tommie de boze buurman uit de Maanzaadstraat gaf toen deze tegen hem zei: "Zeg baasje, kun jij even stoppen met dat lawaai?".
- Mieke Verstraete speelde Magda, de zuster van Piet (Hendriks).
- Gerda Havertong speelt tegenwoordig vaker de rol van Peetje, haar zus, die overduidelijk Surinaams is qua kleding en accent.
- Paula Sleyp heeft een tijdje de Barones gespeeld, een in het paars en grijs geklede dame met een Frans accent, ze noemde meneer Aart stoïcijns "monsieur Baart".
- Rik Hoogendoorn werd in 2007 uit de serie gezet vanwege een conflict met de NPS over de herhalingen en het geld dat de acteurs daarvoor krijgen.